# MV Krait
Le MV Krait est un chalutier à coque en bois célèbre pour son utilisation pendant la Seconde Guerre mondiale par l’Unité Spéciale Z (Z Special Unit (en)) d'Australie lors du raid contre les navires japonais ancrés dans le port de Singapour. Le raid était connu sous le nom d’Operation Jaywick (en).
Le MV Krait est maintenant exposé au Musée national de la marine de Sydney (ANMM) depuis 1985.

## Historique

### Service durant la guerre

Krait durant la guerre

Krait était à l'origine un bateau de pêche japonais basé à Singapour nommé Kofuku Maru. Après le déclenchement de la guerre, le navire a été repris par les forces alliées et utilisé pour évacuer plus de 1 100 personnes des navires coulés le long de la côte est de Sumatra. Le navire a finalement atteint l'Australie via Ceylan et l'Inde en 1942, et a été remis à la Royal Australian Navy. Au service australien, il a été renommé Krait d'après le nom du petit serpent mortel krait.

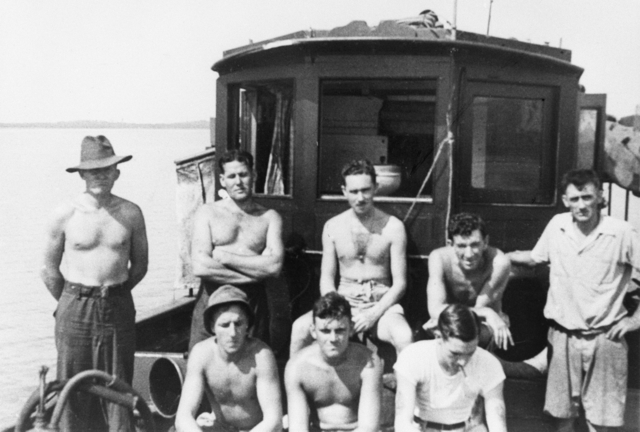
Equipage du Krait (Operation Jaywick

En septembre 1943, Krait transporta des membres de l'Unité Spéciale Z à Singapour, où ils réussirent à attaquer le port de la ville, coulant sept navires. Il est retourné en Australie en octobre. Puis il a été utilisé par l'armée australienne tout au long de la guerre et était présent lors de la reddition des forces japonaises à Ambon en septembre 1945.
Krait a ensuite été utilisé comme moyen de transport pour des missions de collecte de renseignements dans les îles de la région. Pendant cette période, il a transporté plusieurs prisonniers japonais, des équipes d'enquête de l'armée et un officier du renseignement naval. A Ambon, le bateau a acquis un singe comme mascotte. Il s'appelait Peter et avait perdu sa queue. Peter est resté avec l'équipage jusqu'à ce que Krait ait terminé son service et a été remorqué à Morotai.

### Service civil

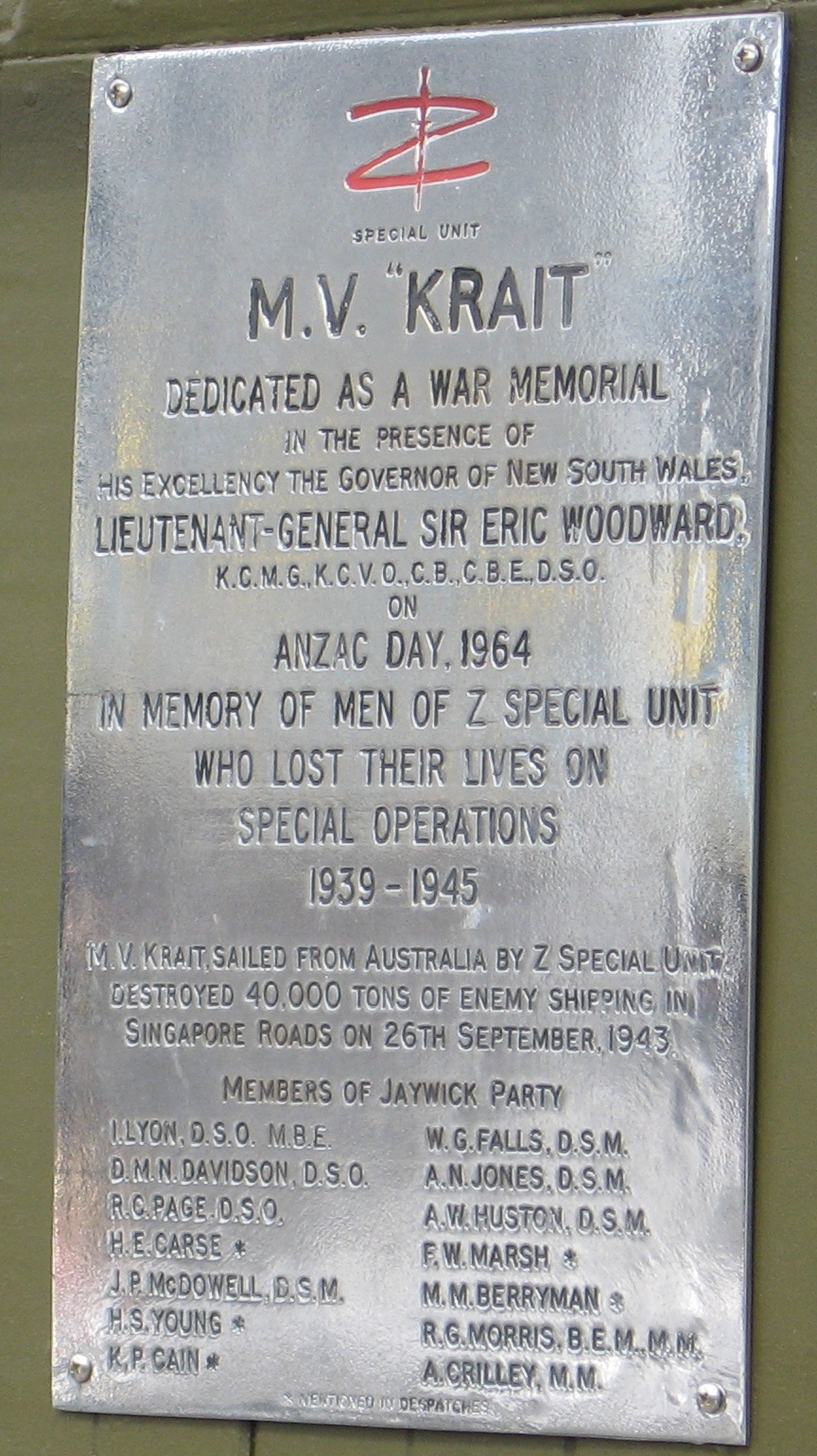
Plaque commémorative

Il a ensuite été embarqué à Labuan, où il a été vendu et remis à la North Borneo Chartered Company et où le matelot Robert Harry Easom de Perth a conservé son insigne en souvenir. Celle-ci est maintenant exposée au Mémorial australien de la guerre à Canberra.
Après sa vente, Krait a été exploité au large de Bornéo jusqu'à ce qu'il soit racheté pour être utilisé comme navire de patrouille du Royal Volunteer Coastal Patrol en 1964. Le jour d'Anzac 1964, Krait a été officiellement consacré comme monument aux morts par le gouverneur de NSW. Une plaque a été apposée sur la timonerie.

### Préservation
Krait a ensuite été acquise par le Mémorial australien de la guerre en 1985 et a été prêté au Australian National Maritime Museum, où il est désormais exposé au public depuis 1988.
En 2015, des plans de restauration avaient été faits, et à partir de 2017, ce travail a été effectué.
Depuis le succès de Krait lors de l'Opération Jaywick, les navires de l'unité de commandement australien ont traditionnellement utilisé les noms de serpents venimeux. Cette tradition se poursuit avec Red Viper et Coral Snake comme exemples actuels.

## Galerie

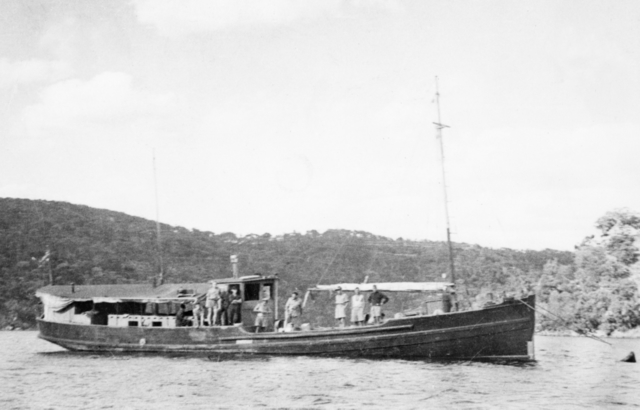
Krait en opération de renseignement
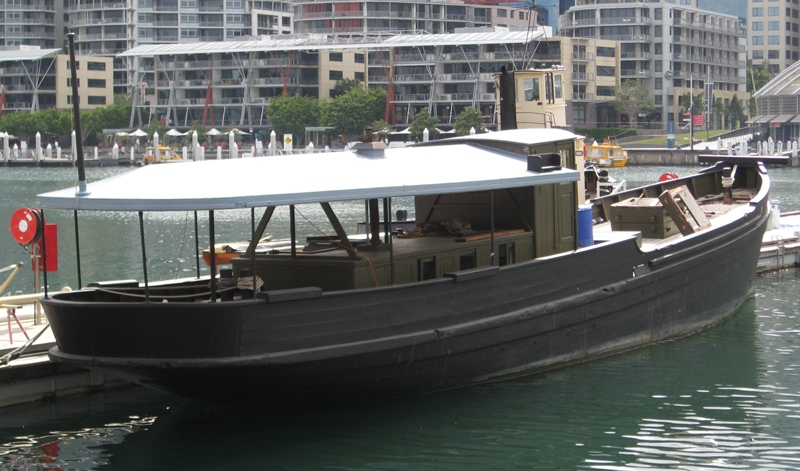
Krait en 2008 à Sydney
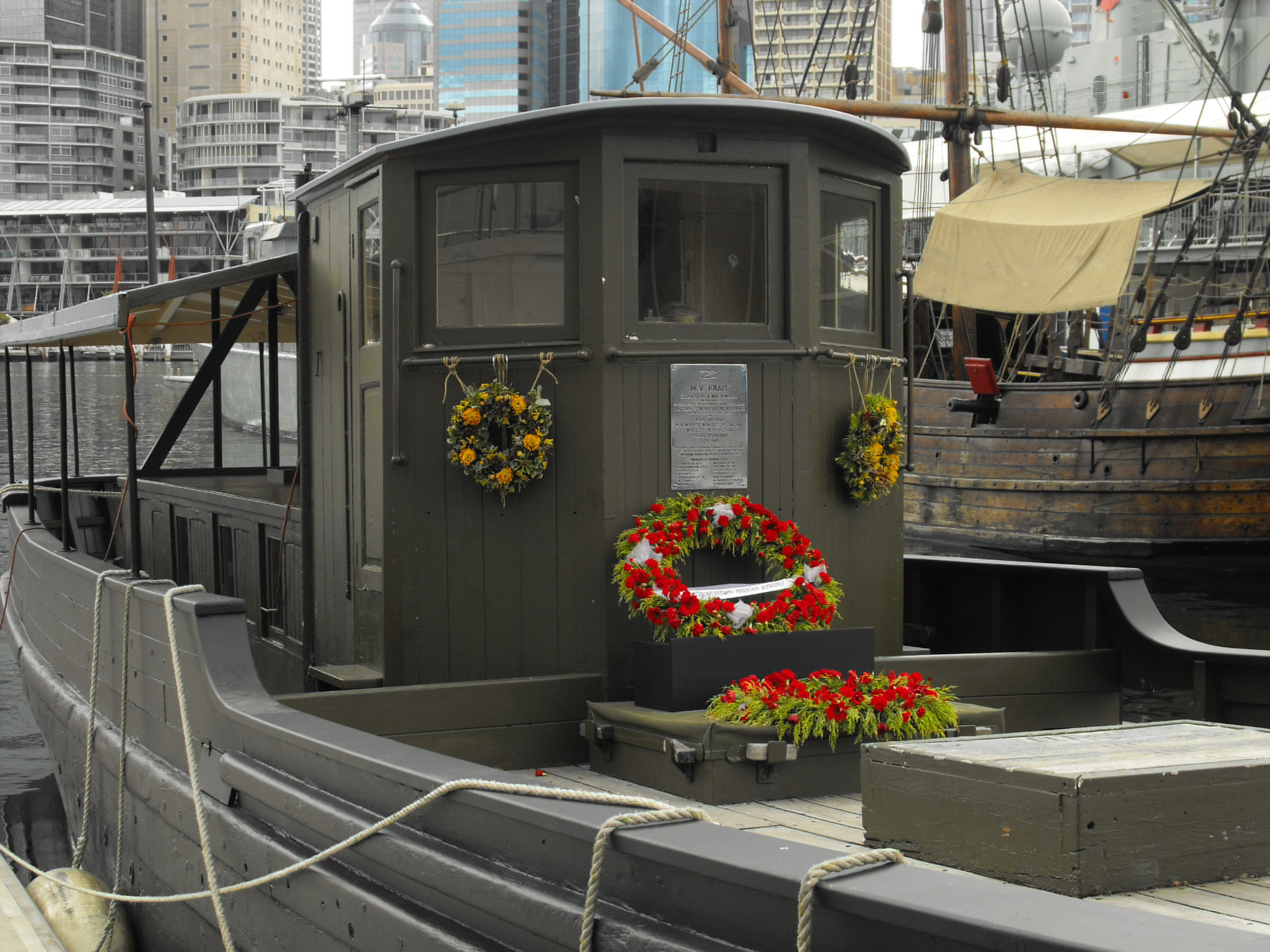
Timonerie du Krait